# Пустодол
Пустодол је насељено место у саставу града Доње Стубице у Крапинско-загорској жупанији, Хрватска. До територијалне реорганизације у Хрватској налазио се у саставу старе општине Доња Стубица.

## Становништво
На попису становништва 2011. године, Пустодол је имао 844 становника.

## Попис1991.
На попису становништва 1991. године, насељено место Пустодол је имало 510 становника, следећег националног састава:
| Попис 1991.‍  | Попис 1991.‍  | Попис 1991.‍ | Попис 1991.‍ | Попис 1991.‍ |
| ------------ | ------------ | ----------- | ----------- | ----------- |
|              |              |             |             |             |
| Хрвати       | Хрвати       |             | 500         | 98,03%      |
| Југословени  | Југословени  |             | 4           | 0,78%       |
| Срби         | Срби         |             | 1           | 0,19%       |
| неопредељени | неопредељени |             | 3           | 0,58%       |
| непознато    | непознато    |             | 2           | 0,39%       |
| укупно: 510  |              |             |             |             |